# 哈里尔空军基地
哈里尔空军基地（：‎，曾用名巴舒尔空军基地）是位于伊拉克库尔德斯坦埃爾比勒省哈里爾附近的一个空军基地。
該基地曾在1991年伊拉克起義中被占领。
2018年至2023年的堅定決心行動期間，美国飞机在该基地驻扎。